# Habana (torpedero)
El Habana fue un torpedero de la Armada Española.

## Génesis del proyecto
Se construyó gracias a los fondos recaudados en una colecta iniciada por el Casino Español de La Habana para contribuir a las posibles necesidades de guerra frente al Imperio Alemán a causa de la Crisis de las Carolinas, por la posesión de las islas Carolinas y Palaos. Tras su autorización legar para la construcción en 1885, se contrató la misma con la empresa británica Thornycroft el 3 de marzo de 1886.

## Historial
El 5 de abril de 1888 en el transcurso de unas maniobras frente a Vigo con la escuadrilla de torpederos, sufrió una explosión en su caldera que ocasionó cuatro muertos en su dotación.
En 1894, al mando del director de la Escuela de Torpedos de Cartagena, Joaquín Bustamante y Quevedo, realizó unas maniobras, junto con el Cañonero-torpedero Galicia y los torpederos Rayo, Rigel y Barceló.
Durante la Guerra Hispano-Estadounidense, formó parte de la Segunda División de Torpederos, destinada a la defensa de las costas gallegas en previsión de un hipotético ataque de la marina de Estados Unidos.
En el siglo XX, al igual que los demás torpederos de la Armada, perdió su nombre y pasó a denominarse Torpedero N.º 15 por Real Orden de 26 de septiembre de 1905 y Torpedero N.º 45 en 1912. Fue dado de baja en 1919.